# Marlene Gomez-Göggel
Marlene Gomez-Göggel (* 25. April 1993 als Marlene Gomez-Islinger) ist eine deutsche Triathletin.

## Werdegang
Marlene Gomez-Islinger startete im Triathlon bei den Olympischen Jugend-Sommerspielen 2010 in Singapur. Sie belegte bei den Mädchen im Einzel den siebten Rang und in der Staffel im Team „Europa 2“ den vierten Rang.
2012 wurde Marlene Gomez-Islinger bei den Juniorinnen deutsche Vizemeisterin im Triathlon.
Gomez-Islinger wurde im September 2013 ETU-Europameisterin Cross-Triathlon in der Klasse U23. Nach studienbedingter Triathlonabstinenz von über zwei Jahren wurde sie im Juni 2019 beim Europacup in der Ukraine Zweite.
Im August wurde sie Siebte bei der Deutschen Meisterschaft auf der Triathlon-Sprintdistanz. Im Herbst 2019 belegte sie bei den Weltcup-Rennen in Tongyeong über die Sprintdistanz Platz neun und in Miyazaki über die olympische Distanz (1,5 km Schwimmen, 40 km Radfahren und 10 km Laufen) Platz zehn.
Im Mai 2021 gewann Gomez-Islinger ihren ersten Triathlon-Weltcup im italienischen Arzachena, errang den Bronze-Rang bei den Deutschen Meisterschaften der Elite im Triathlon und wurde im Juni 2021 bei der Europameisterschaft auf der Triathlon-Sprintdistanz Zwölfte. Im September schaffte sie beim WM-Serienrennen in Hamburg mit Platz sechs zum ersten Mal den Sprung in die Top Ten und gewann mit der deutschen Mixed-Staffel am darauffolgenden Tag die Goldmedaille.
Seit ihrer Hochzeit 2022 startet sie als Marlene Gomez-Göggel. Im August 2022 belegte die damals 29-Jährige in München bei der Europameisterschaft auf der Kurzdistanz den 19. Rang. Im Juli 2023 wurde sie in Düsseldorf Dritte bei der Deutschen Meisterschaft auf der Triathlon-Sprintdistanz. Im August 2024 gewann die 31-Jährige den Allgäu Triathlon auf der Mitteldistanz.
Marlene Gomez-Göggel lebt und trainiert in Ulm.

## Sportliche Erfolge
| Datum/Jahr    | Rang | Wettbewerb                                         | Austragungsort | Zeit     | Bemerkung                                                                 |
| ------------- | ---- | -------------------------------------------------- | -------------- | -------- | ------------------------------------------------------------------------- |
| 5. Okt. 2024  | 7    | ITU Triathlon World Cup                            | Rom            | 01:01:24 |                                                                           |
| 14. Juli 2024 | 10   | ITU World Championship Series 2024                 | Hamburg        | 00:56:17 |                                                                           |
| 7. Okt. 2023  | 2    | ITU Triathlon World Cup                            | Rom            | 00:59:26 | 5 Sekunden hinter Nina Eim                                                |
| 1. Okt. 2023  | 27   | ITU Triathlon World Cup                            | Tanger         | 01:01:24 | hinter Lisa Tertsch                                                       |
| 10. Sep. 2023 | 3    | ITU Triathlon World Cup                            | Karlsbad       | 02:04:13 | Olympische Distanz                                                        |
| 9. Juli 2023  | 3    | DTU Deutsche Meisterschaft Triathlon Sprintdistanz | Düsseldorf     | 00:56:17 | hinter Lisa Tertsch                                                       |
| 3. März 2023  | 18   | ITU World Championship Series 2023                 | Abu Dhabi      | 00:59:11 |                                                                           |
| 26. Nov. 2022 | 21   | ITU World Championship Series 2022                 | Abu Dhabi      | 01:59:47 | Grand Final                                                               |
| 6. Nov. 2022  | 12   | ITU World Championship Series 2022                 | Bermuda        | 02:05:27 |                                                                           |
| 11. Sep. 2022 | 8    | ITU Triathlon World Cup                            | Karlsbad       | 02:07:25 | als zweitbeste Deutsche hinter Lisa Tertsch (Rang 6)                      |
| 12. Aug. 2022 | 19   | ETU Triathlon European Championship                | München        | 01:56:13 | Europameisterschaft auf der olympischen Distanz                           |
| 19. Sep. 2021 | 1    | ITU World Championship Series 2021 Mixed Relay     | Hamburg        | 01:21:39 | in der Staffel mit Laura Lindemann Lasse Nygaard-Priester und Tim Hellwig |
| 18. Sep. 2021 | 6    | ITU World Championship Series 2021                 | Hamburg        | 00:58:37 | Sprintdistanz (750 m Schwimmen, 20 km Radfahren und 5 km Laufen)          |
| 19. Juni 2021 | 12   | ETU Sprint Triathlon European Championships        | Kitzbühel      | 00:36:00 | ETU-Europameisterschaft Triathlon Sprintdistanz                           |
| 29. Mai 2021  | 1    | ITU Triathlon World Cup                            | Arzachena      | 01:00:51 |                                                                           |
| 14. Sep. 2019 | 1    | ATU Triathlon African Cup                          | Agadir         | 02:00:40 |                                                                           |
| 3. Aug. 2019  | 7    | DTU Deutsche Meisterschaft Triathlon Sprintdistanz | Berlin         | 01:02:23 | Deutsche Meisterschaft Sprintdistanz                                      |
| 8. Juni 2019  | 2    | ETU Sprint Triathlon European Cup                  | Dnipro         | 00:58:26 | Zweite hinter Lisa Tertsch                                                |
| 19. Apr. 2015 | 1    | ETU Triathlon European Cup                         | Melilla        | 02:11:06 |                                                                           |
| 17. Juli 2011 | 1    | ETU Triathlon Junior European Cup                  | Echternach     | 01:02:32 | Juniorinnen                                                               |

| Datum/Jahr    | Rang | Wettbewerb       | Austragungsort       | Zeit | Bemerkung                      |
| ------------- | ---- | ---------------- | -------------------- | ---- | ------------------------------ |
| 18. Aug. 2024 | 1    | Allgäu Triathlon | Immenstadt im Allgäu |      | Siegerin auf der Mitteldistanz |

| Datum/Jahr   | Rang | Wettbewerb                                    | Austragungsort | Zeit     | Bemerkung                                             |
| ------------ | ---- | --------------------------------------------- | -------------- | -------- | ----------------------------------------------------- |
| 7. Sep. 2013 | 1    | ETU Cross Triathlon European Championship U23 | Strobl         | 01:47:05 | ETU-Europameisterin Cross-Triathlon in der Klasse U23 |